# Vergonnes
Vergonnes és un municipi francès situat al departament de Maine i Loira i a la regió de País del Loira. L'any 2007 tenia 304 habitants.

## Demografia

### Població
El 2007 la població de fet de Vergonnes era de 304 persones. Hi havia 108 famílies de les quals 28 eren unipersonals (20 homes vivint sols i 8 dones vivint soles), 28 parelles sense fills, 44 parelles amb fills i 8 famílies monoparentals amb fills.
La població ha evolucionat segons el següent gràfic:
Habitants censats

### Habitatges
El 2007 hi havia 128 habitatges, 118 eren l'habitatge principal de la família, 5 eren segones residències i 5 estaven desocupats. Tots els 127 habitatges eren cases. Dels 118 habitatges principals, 94 estaven ocupats pels seus propietaris i 24 estaven llogats i ocupats pels llogaters; 2 tenien una cambra, 6 en tenien dues, 13 en tenien tres, 27 en tenien quatre i 70 en tenien cinc o més. 86 habitatges disposaven pel capbaix d'una plaça de pàrquing. A 54 habitatges hi havia un automòbil i a 54 n'hi havia dos o més.

### Piràmide de població
La piràmide de població per edats i sexe el 2009 era:
| Homes | Edats   | Dones |
| ----- | ------- | ----- |
| 0     | 95 o +  | 0     |
| 0     | 90 a 94 | 0     |
| 0     | 85 a 89 | 0     |
| 0     | 80 a 84 | 12    |
| 12    | 75 a 79 | 4     |
| 20    | 70 a 74 | 0     |
| 8     | 65 a 69 | 20    |
| 4     | 60 a 64 | 0     |
| 8     | 55 a 59 | 16    |
| 4     | 50 a 54 | 4     |
| 16    | 45 a 49 | 12    |
| 0     | 40 a 44 | 8     |
| 12    | 35 a 39 | 8     |
| 12    | 30 a 34 | 0     |
| 4     | 25 a 29 | 16    |
| 12    | 20 a 24 | 4     |
| 8     | 15 a 19 | 4     |
| 4     | 10 a 14 | 16    |
| 8     | 5 a 9   | 8     |
| 4     | 0 a 4   | 12    |

## Economia
El 2007 la població en edat de treballar era de 191 persones, 135 eren actives i 56 eren inactives. De les 135 persones actives 127 estaven ocupades (67 homes i 60 dones) i 8 estaven aturades (4 homes i 4 dones). De les 56 persones inactives 28 estaven jubilades, 18 estaven estudiant i 10 estaven classificades com a «altres inactius».

### Ingressos
El 2009 a Vergonnes hi havia 122 unitats fiscals que integraven 318,5 persones, la mediana anual d'ingressos fiscals per persona era de 13.821 €.

### Activitats econòmiques
Dels 7 establiments que hi havia el 2007, 1 era d'una empresa de construcció, 4 d'empreses de comerç i reparació d'automòbils, 1 d'una empresa de transport i 1 d'una entitat de l'administració pública.
Dels 2 establiments de servei als particulars que hi havia el 2009, 1 era un taller de reparació d'automòbils i de material agrícola i 1 fusteria.
L'any 2000 a Vergonnes hi havia 14 explotacions agrícoles que ocupaven un total de 688 hectàrees.

## Equipaments sanitaris i escolars
El 2009 hi havia una escola elemental.

## Poblacions més properes
El següent diagrama mostra les poblacions més properes.